# Бургос (провинция)
Бу́ргос (исп. Burgos) — провинция на севере Испании в составе автономного сообщества Кастилия и Леон. Административный центр — Бургос.

## География
Территория — 14 022 км² (12-е место). Основные реки — Эбро и Дуэро.

## Демография
Население — 361 тыс. (36-е место; данные 2005 г.).

## Административное устройство

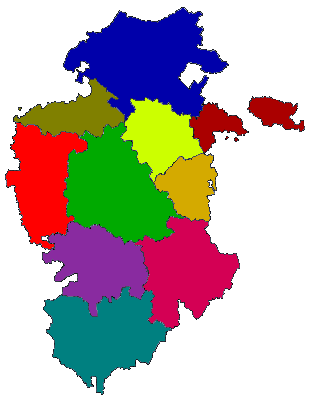
Районы Бургоса:
Мериндадес
Ла-Буреба
Эбро
Парамос
Одра-Писуэрга
Альфос-де-Бургос
Монтес-де-Ока
Арланса
Сьерра-де-ла-Деманда
Рибера-дель-Дуэро

Список муниципалитетов Бургоса

## Гастрономия
В провинции Бургос производится известный мягкий сыр из овечьего молока.